# Forte Diamante
Le Forte Diamante, est un fort de Gênes, en Italie, le plus éloigné au nord de la chaîne de forts protégeant la cité maritime.
Il est situé au bout d'une crête, à 667 mètres au-dessus du niveau de la mer, entre le val Polcevera et le val Bisagno. Il tire son nom de la montagne en forme pyramidale sur laquelle il a été érigé, entre 1756 et 1758, sur proposition de l'ingénieur Jacques de Sicre.

## Histoire
Des documents indiquent la présence d'anciennes positions militaires depuis 1395, avec la Bastia del Pino. Lors du siège autrichien de 1747, une petite redoute étoilée est construite pour protéger les vallées des incursions autrichiennes.
En 1756, le magistrat des fortifications de la république de Gênes, sur les encouragements du marquis Giacomo Filippo Durazzo, demande à l'ingénieur de l'Infante di Spagna, De Sicre, à l'ingénieur Robert de Cotte et au maréchal Antonio Federico Flobert, la conception d'un fort construit au sommet du Monte Diamante. Le 2 juin 1756, les plans de De Cotte sont approuvés. Les travaux sont achevés en 1758.
Deux dessins de la collection des Archives de l'État de Gênes datant de la fin du XVIIIe siècle  présentent quelques différences avec le Forte Diamante actuel. Un toit en pente en tuiles d'ardoise recouvrait la caserne intérieure et certaines parties des murs d'enceinte. La tour semi-circulaire caractéristique était absente. 
À l'époque napoléonienne, le toit est remplacé par une terrasse à mâchicoulis pouvant servir d'élément défensif supplémentaire. Au printemps 1800, le fort est défendu par les Français de la 41e Demi-Brigade du commandant de la Compagnie Bertrand. Des Autrichiens, conduits par leur lieutenant général, le comte de Hohenzollern, y mène un siège féroce ; le 30 avril 1800, ils conquièrent le fort par une attaque éclair. Le comte de Hohenzollern ordonne à Bertrand de se rendre avec les mots suivants :

« Je vous intime, Commandant, de rendre votre Fort immédiatement. Sinon, tout est prêt, je vous prendrait d'assaut et vous ferai passer au fil de l'épée. Vous pouvez encore obtenir une capitulation honorable. Devant Diamante à 16h. Comte de Hohenzollern. »

La réponse déterminée de Bertrand ne se fait pas attendre :

« Monsieur le Général, l'honneur, qui est la qualité la plus chère des vrais soldats, interdit impérativement à la brave garnison que je commande de se rendre et d'abandonner le Fort dont on m'a confié le commandement, et ne peut consentir à l'abandon pour une simple intimidation, et il me tient trop à cœur, Monsieur le Général, de mériter votre estime pour vous déclarer que seule l'impossibilité de me défendre plus longtemps pourrait me déterminer à capituler. Bertrand. »

La garnison française du Diamante (environ 250 soldats) ne se rend pas, grâce à l'intervention du général Jean-de-Dieu Soult, second du général en chef du carré de Gênes (le futur maréchal André Massena) qui rejoint le fort Diamante depuis le fort Sperone voisin avec deux colonnes d'infanterie de ligne. Les Autrichiens sont alors repoussés vers leurs positions de départ.
En 1814, après l'annexion de la Ligurie au royaume de Sardaigne, de nouvelles interventions sont effectuées. De nouveaux mâchicoulis sont bâtis, la caserne centrale est agrandie, et la tour semi-circulaire avec un escalier en colimaçon à l'intérieur, derrière la caserne est construite pour atteindre la terrasse de surveillance.
Quelques escarmouches sont enregistrées lors des soulèvements populaires de 1849, mais le dernier événement significatif a lieu en 1857, lorsqu'un groupe d'émeutiers mazziniens tente d'occuper le fort après avoir assassiné un sergent.
La fortification est définitivement abandonnée en 1914 et n'a plus jamais été utilisée. Le fort est laissé à l'état de ruine, à l'exception de quelques interventions de conservation limitées de la municipalité de Sant'Olcese. Le fort est la seule des fortifications génoises historiques à ne pas être à l'intérieur de la commune de Gênes. Aujourd'hui, l'intérieur de la structure est fermé au public.

## Structure
A l'intérieur du fort, positionné sur un remblai, se trouvent les casernes à trois étages, servant de chapelle, d'entrepôt et de dortoirs pour la garnison qui pouvait aller de 40 à 100 hommes. Le sol de la terrasse est carrelé en brique et les grilles des drains sont ouvrantes. L'ouvrage est équipé d'une citerne, capable de contenir 80 mètres cubes d'eau.
Le remblai pentagonal derrière la caserne abritait l'armement ; cinq gros obusiers étaient positionnés au nord et deux canons défendaient l'entrée.

## Chemin d'accès

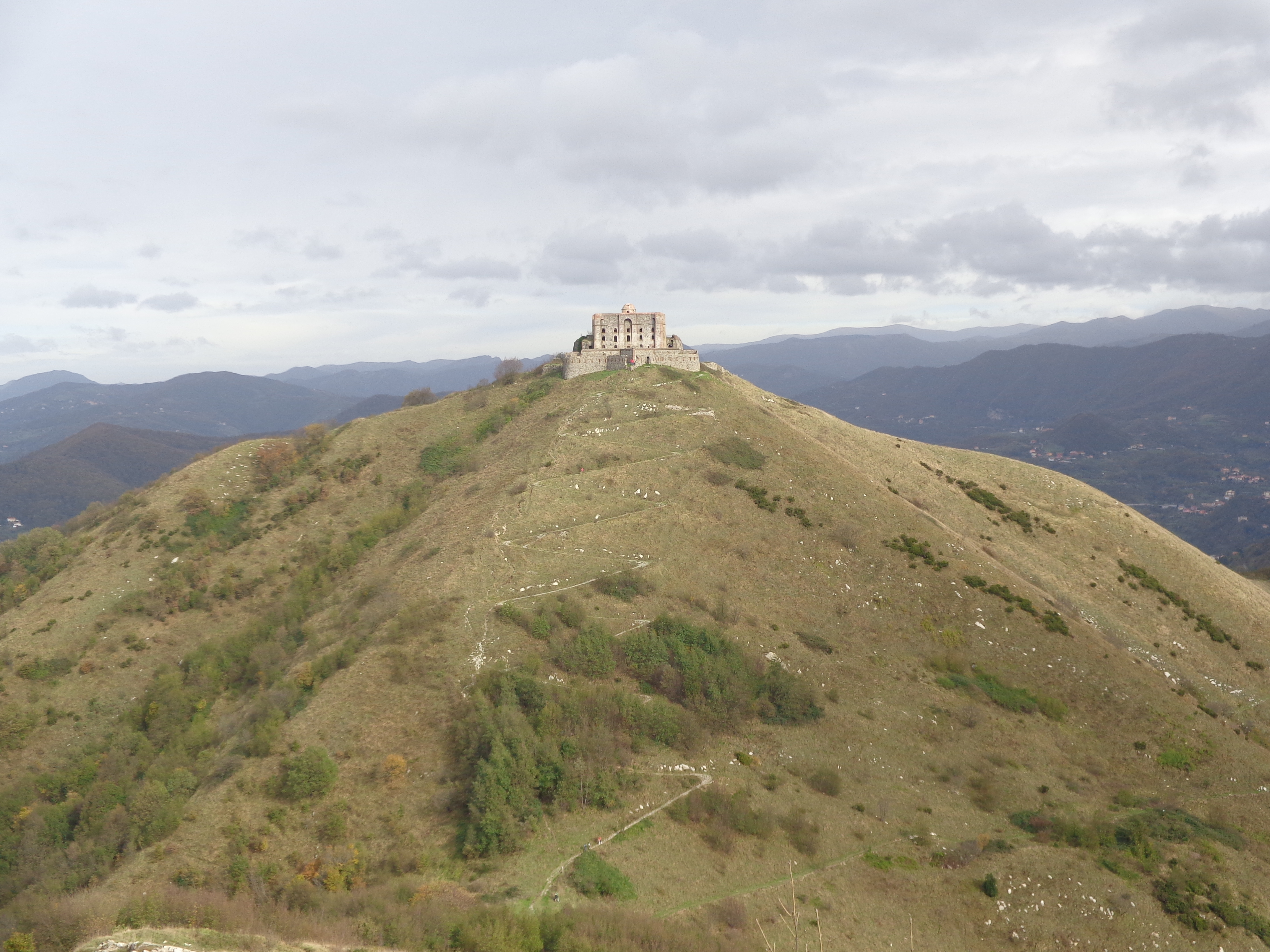
Chemin d'accès vers le fort Diamante, à Gênes.

Le fort ne peut être atteint qu'à pied par un chemin qui part du fort Sperone et touche le fort Puin, en passant à peu de distance du Due Fratelli. Prendre le funiculaire Zecca-Righi, qui part du centre de Gênes, marcher 5 km entre forêt et chemin de crête, avec vue sur la Riviera méditerranéenne. 
Alternativement, utiliser le pittoresque train Genova-Casella en partant de la gare près de Piazza Manin et en descendant à l'arrêt Trensasco, un hameau de Sant'Olcese sur les collines entre Val Polcevera et Val Bisagno. Du col de Trensasco, un chemin escarpé atteint le sommet de la montagne et le fort en 40 minutes environ à pied.